# Barra do Ouro
Barra do Ouro är en kommun i Brasilien.   Den ligger i delstaten Tocantins, i den centrala delen av landet, 900 km norr om huvudstaden Brasília. Antalet invånare är 4 123.
Omgivningarna runt Barra do Ouro är huvudsakligen savann. Runt Barra do Ouro är det mycket glesbefolkat, med 3 invånare per kvadratkilometer.